# Имендан
Имендан је традиција у неким земљама у Европи, Латинској Америци, католичким и православним хришћанским земљама уопште. Састоји се од прослављања дана у години која је повезана са неким датим именом. Прослава је слична рођендану.
Обичај је настао по хришћанском календару светаца: верници именовани након свеца би прославили тај дан свеца или у источној православној традицији, дан свете смрти. Имена дана имају већу резонанцију у католичким и православним деловима европских-протестантских цркава које показују мање поштовање светаца. У многим земљама, међутим, прославе дана именовања више немају везу са експлицитно хришћанским традицијама.

## Историја
Прослава дана именовања била је традиција у католичким и православним земљама од средњег века, а такође је наставила и по неким мерама у земљама, попут скандинавских земаља, чији је протестантска црква задржала одређене католичке традиције. Имендан потиче из листе празника које се прославља у обележавању светитеља и мученика цркве. На пример, име Карл се прославља у Шведској 28. јануара, годишњице смрти Карла Великог (Charles magnus, тј. "Велики"). Црква је промовисала обележавање дана именовања (или боље речено светих дана празника) преко рођендана, јер је ово друго посматрано као паганска традиција.
Када се појављују имена дана, одржава се званична листа која садржи тренутне задатке имена дана. Постоје различите листе за финске, шведске, сами и друге земље које прослављају имена, мада се нека имена славе истог дана у многим земљама. Од 18. века па надаље, листа дана именовања је измењена у Шведској и Финској.